# Sumur Dewa
Sumur Dewa is een bestuurslaag in het regentschap Bengkulu van de provincie Bengkulu, Indonesië. Sumur Dewa telt 5103 inwoners (volkstelling 2010).